# 국도 제224호선 (일본)

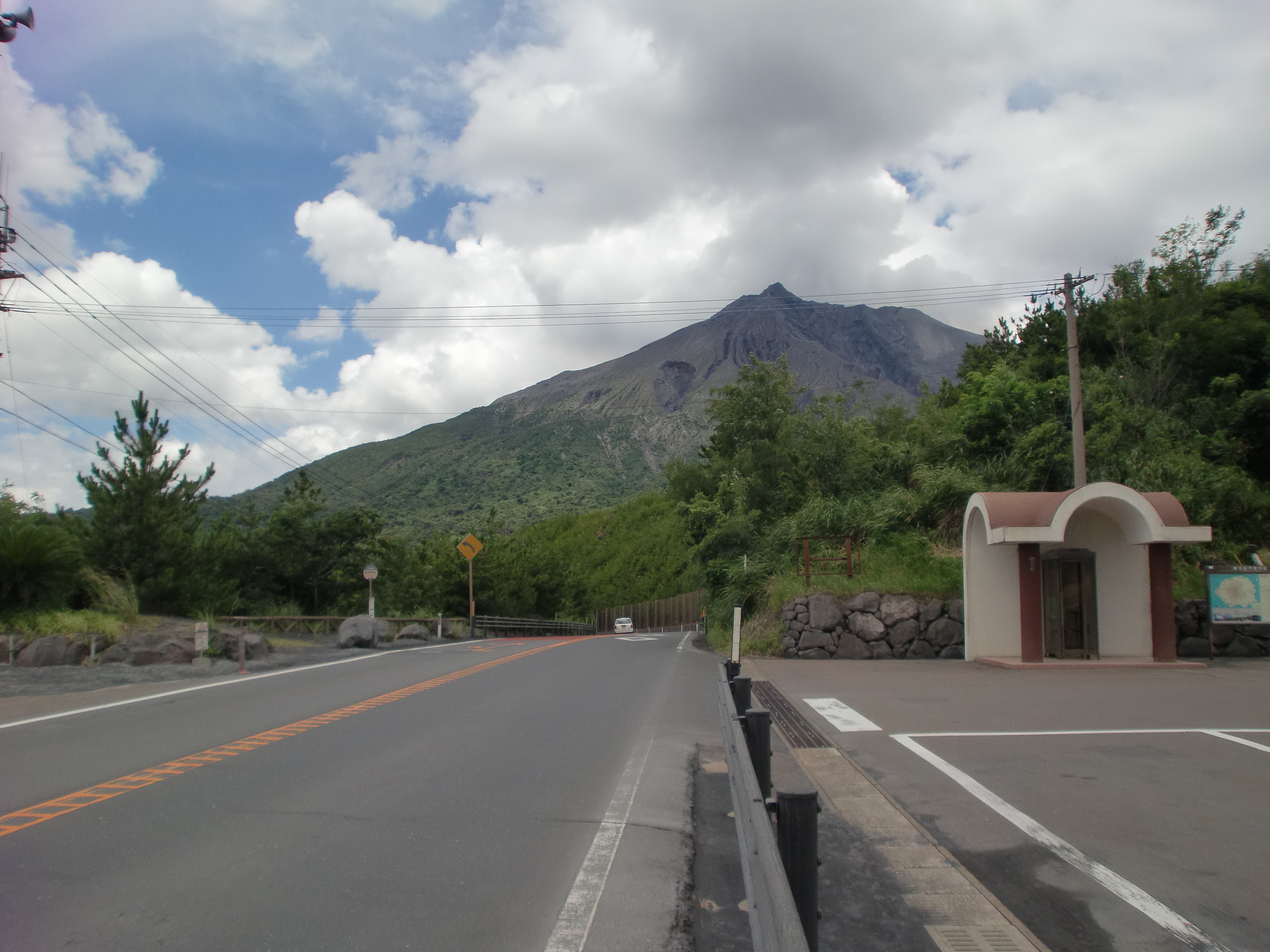
국도 224호선과 사쿠라지마 온타케가 만나는 모습.

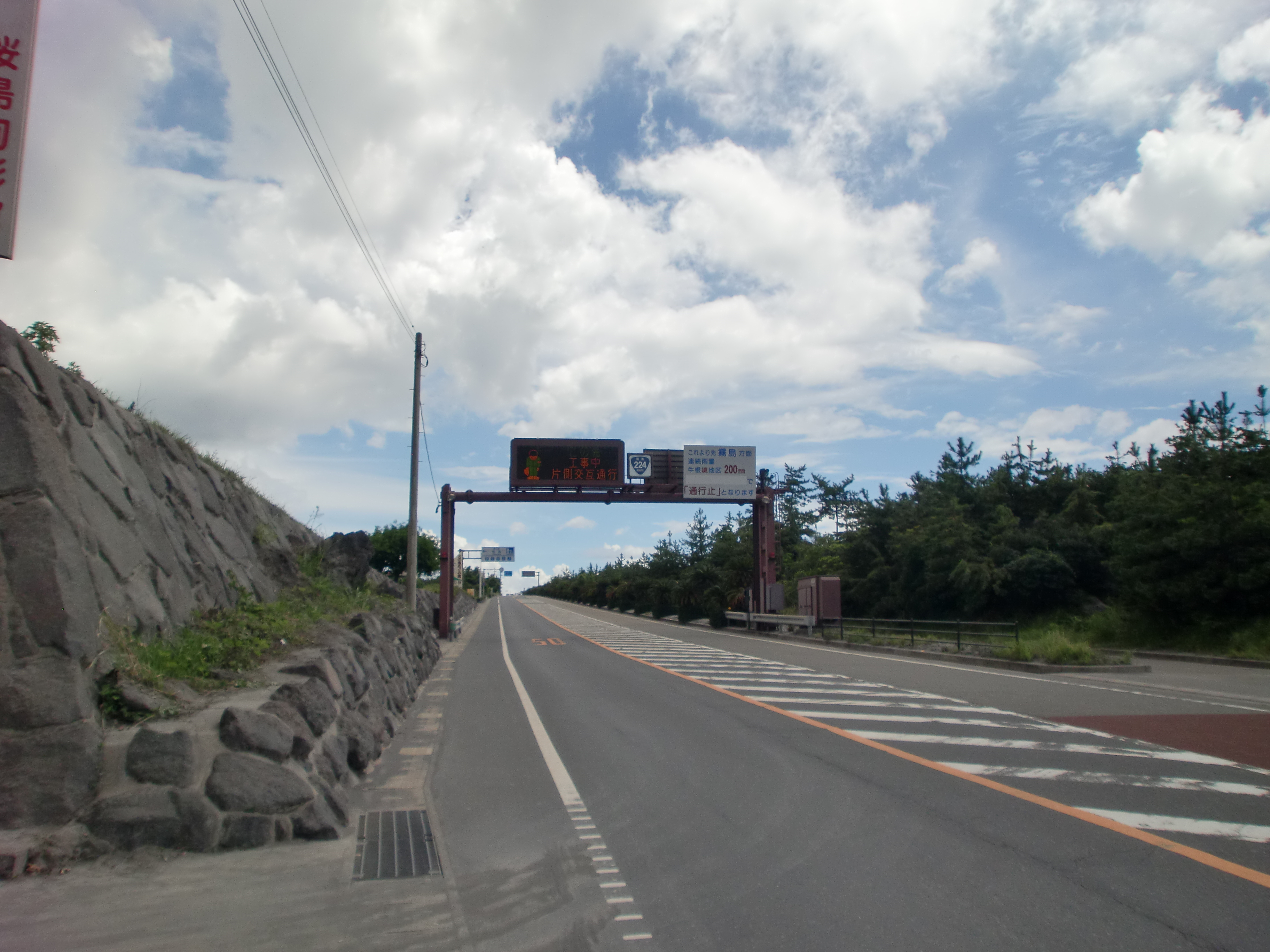
사쿠라지마 요코야마정 일대이지만, 다루미즈 방면이다.

국도 제224호선(国道224号)은 가고시마현 다루미즈시에서 같은 현의 가고시마시까지 이어주는 일반 국도이다. 특이하게도 이 도로는 용암 국도(溶岩道路)라는 별칭을 부여하고 있다. 그러나 총 연장 22.9km 중에서 육상부 구간은 14.1km, 해상부 구간은 8.8km이며 이 도로의 실제 연장은 13.5km이다. 그러나 이 국도는 2014년 당시 온타케산의 분화에 영향을 준 적도 있었다.

## 연혁
- 1953년 5월 18일 : 2급 국도 224호선인 사쿠라지마 가고시마선(가고시마현 기모쓰키군 다루미즈정~가고시마시 구간)로 지정되어 시행
- 1965년 4월 1일 : 도로에 관한 법률이 개정되자, 1·2급의 구분이 모두 없어지고 이와 동시에 일반 국도 224호선으로 다시 지정됨과 동시에 시행

## 지리
- 통과하는 지자체 : 가고시마현의 다루미즈시와 가고시마시를 통과한다.
- 교차하는 도로 : 국도 제10호선 (일본), 국도 제58호선 (일본), 국도 제220호선 (일본)(일본어판)